# Zilengo
Le zilengo est une langue construite qui fut élaborée au XIXe siècle par le Japonais Asajiro Oka (ex-professeur à l’école supérieure de pédagogie de Tokyo et biologiste). Cette langue a pour base les langues européennes.
Le docteur Oka connaissait le volapük mais pas l’espéranto même si, d’après Ernest Drezen, le zilengo ressemblait un peu à l’espéranto. Ceci peut s'expliquer par le fait que le japonais et l’espéranto sont des langues agglutinantes et qu’Asajiro Oka a réutilisé le principe d’agglutination pour sa langue. Le docteur Oka fut ensuite le premier Japonais à se rallier à l’espéranto, dès 1891 et il abandonna alors le zilengo.
Le nom zilengo signifie « notre langue » en zilengo.

## Description de la langue
Le zilengo s'écrit avec les 22 lettres de l'alphabet latin suivantes : a b c d e f g h i j k l m n o p r s t u v z.
Le c se prononçant comme tsch en allemand. L'accent porte sur la dernière syllabe. Il y a un article qui peut également servir de démonstratif.
Les noms et pronoms se déclinent en rajoutant à la fin du mot : -a (nominatif), -i (génitif), -e (datif), -o (accusatif), -u (vocatif). Le datif peut comme en japonais servir à former un passif. Les adjectifs ne se déclinent pas mais il se finissent toujours par d, k ou l.
Les pronoms personnels sont : 
- pour la 1re personne : za, zi, ze, zo,
- pour la 2e : va, vi, ve, vo,
- pour la 3e la, li, le, lo.

Le pronom réfléchi utilise la lettre k (ka, ki, ke, ko). Les mots interrogatifs sont  kia, kii, kie, kio.
Les temps et modes se finissent en :
- infinitif : -r
- indicatif : -s
- conditionnel : -t
- présent : -i
- prétérit : -a
- futur : -o
- le 1er participe se forme en : end
- le 2e participe se forme en : ed
- le passif se fait en ajoutant : ur (note on peut dire : amisur ou is amed)

## Quelques mots
- ir = être
- hir = avoir
- dir = devoir
- pir = pouvoir
- vir = vouloir

## Source et documents
- Issu de l’article Imité, jamais égalé du site de l’Association Mondiale Anationale.